# Слоновья нога

Фотография Артура Корнеева, 1996 год

«Слоновья нога» — крупное образование из кориума и других материалов, сформировавшееся под Чернобыльской АЭС недалеко от Припяти, во время Чернобыльской катастрофы в апреле 1986 года. Было обнаружено в декабре того же года и в настоящее время находится в коридоре системы парораспределения под останками четвёртого реактора. 
Образование остаётся чрезвычайно радиоактивным объектом, однако его опасность со временем уменьшилась вследствие распада его радиоактивных компонентов.

## Описания
Советский физик-ядерщик, один из научных руководителей работ по ликвидации последствий аварии на Чернобыльской АЭС Александр Боровой в книге «Мой Чернобыль» так описывал свою первую встречу с объектом:

Обнаружили её в одном из помещений на отметке 6 м осенью 1986 г. Чтобы увидеть «Слоновью ногу» необходимо было проползти сквозь достаточно узкую, во всяком случае, для моих размеров, щель. Через несколько метров щель выводила вас в коридор обслуживания. Справа в этом коридоре находилась дверь в помещение, весьма пригодившееся нам для тепловой разведки. Как оказалось впоследствии, оно располагалось вниз и наискосок от места расположения главных скоплений лавы. В помещении этом было полно труб и очень жарко, более 40 градусов Цельсия. Однако, мощность дозы оставалась вполне приемлемой. Влево — коридор расширялся и там-то, вдали и красовалась чёрная, с гладкой поверхностью, огромная капля. Ее овевала прохлада и радиационное поле, достигавшее 8000 р/час.— «Мой Чернобыль», Александр Боровой
Британский журналист Адам Хигинботам в книге «Чернобыль: История катастрофы» описывал процесс взятия материала:

Добыть образцы субстанции оказалось непросто. Для дрели на тележке с мотором она оказалась слишком твёрдой, а солдат, который вызвался отколоть кусок топором, вернулся ни с чем, получив такую дозу облучения, что его пришлось немедленно эвакуировать из Чернобыля. В конце концов прибыл снайпер из милиции, который отстрелил кусок выстрелом из винтовки. Анализ показал, что «слоновья нога» — это затвердевшая масса двуокиси кремния, титана, циркония, магния и урана, застывшая радиоактивная лава, содержащая все радионуклиды из облучённого ядерного топлива и каким-то образом вытекшая в коридор из ближайших помещений. Следов свинца, сброшенного на 4-й блок вертолётчиками в лихорадочные первые дни мая, в образце не нашли.— «Чернобыль: История катастрофы», Адам Хигинботам
Один из ликвидаторов аварии на Чернобыльской АЭС инженер-исследователь Георгий Попков сообщал, что гамма-излучение от «Слоновьей ноги» на момент первых замеров составляло более 14 500 рентген в час. При такой мощности излучения за три минуты будет набрана поглощённая доза, которая в течение 2—3 месяцев приведёт к гибели половины облучённых от острой лучевой болезни. Температура «Слоновьей ноги» всё ещё превышает температуру окружающей среды на несколько градусов, что происходит из-за распада актиноидов и других радиоактивных элементов.

## Состав
По анализам, «Слоновья нога» является затвердевшей массой радиоактивной лавы, содержащей радионуклиды из облученного ядерного топлива, состоящей из двуокиси кремния, титана, циркония, магния и урана. В момент утечки масса медленно стекала по помещениям, смешиваясь с песком, бетоном и металлическими конструкциями. В июне 1998 года внешний слой начал становиться пылью, а субстанция треснула. В 2021 году консистенция стала похожей на песок.